# Strebe

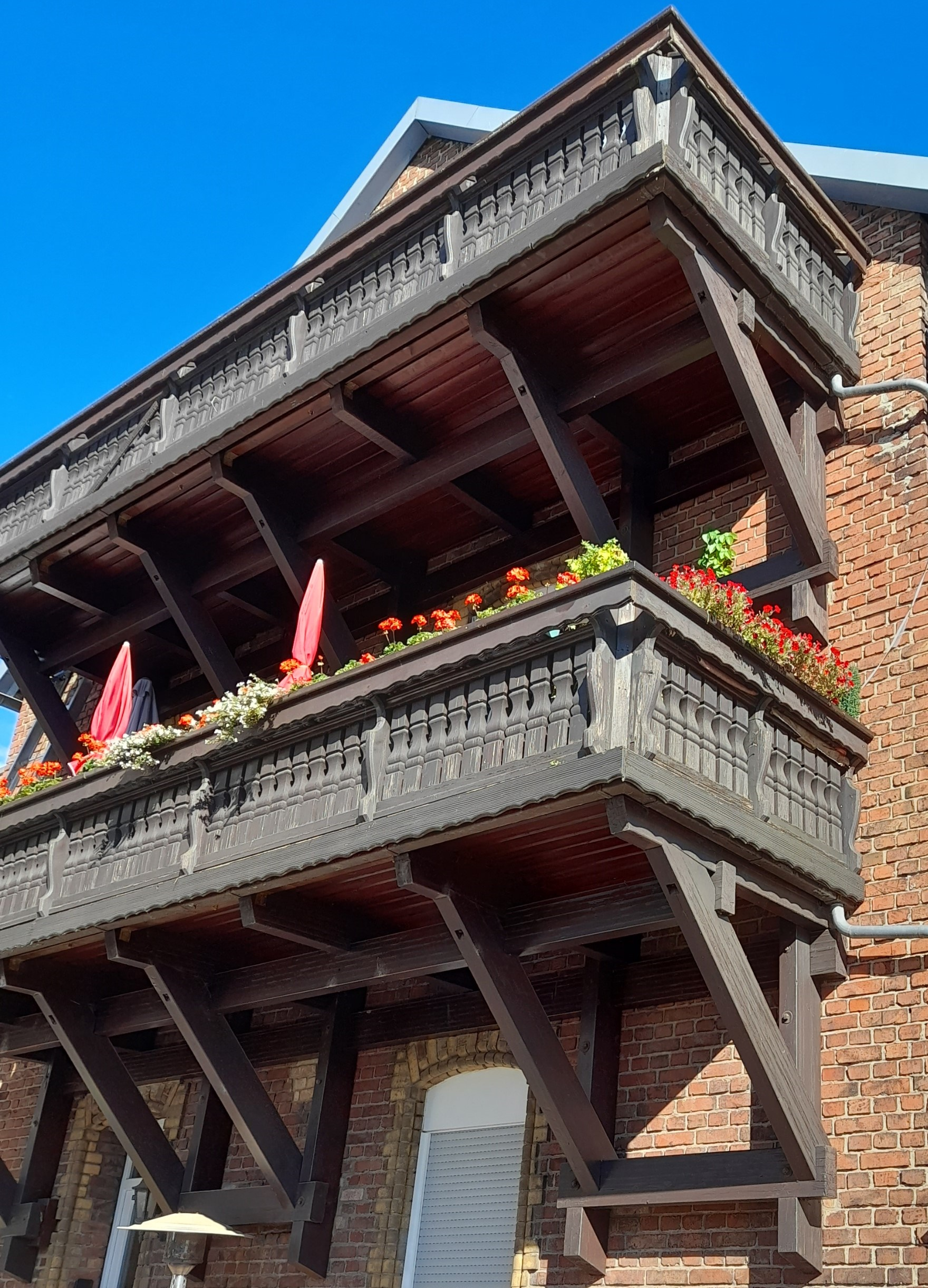
Angehängte und abgestrebte Holzbalkone. Die Druckstreben sind oben mit Versatz- und unten mit Klauenverbindung angeschlossen

Eine Strebe ist ein stabförmiges Bauelement zur Aussteifung eines Tragwerks, das zwischen zwei Bauteilen verläuft, um diese gegeneinander auf Zug oder Druck abzustützen. Zur Abgrenzung von anderen stabförmigen Bauteilen wie Pfosten (Ständer, Stiel, Stütze, Säule), Riegeln und Balken werden häufig insbesondere schräg verlaufende Tragglieder als Streben bezeichnet.
Beispielsweise werden horizontal vorkragende Bauteile wie Balkone mit Streben an der Außenwand abgestützt. 
Eine Druckstrebe benötigt insbesondere mittig einen größeren Querschnitt als eine Zugstrebe, um bei Belastung nicht zu knicken. 
Eine Druckstrebe erfordert keine zugfeste Verbindung zu den angrenzenden Bauteilen, sondern lediglich eine Lagesicherung. 
Wenn in einem Fachwerkträger die rechtwinklig aufeinander stehenden Stäbe druckfest ausgebildet sind, müssen die diagonale Streben lediglich Zugkräfte aufnehmen. Dies gilt auch umgekehrt.

## Strebenarten

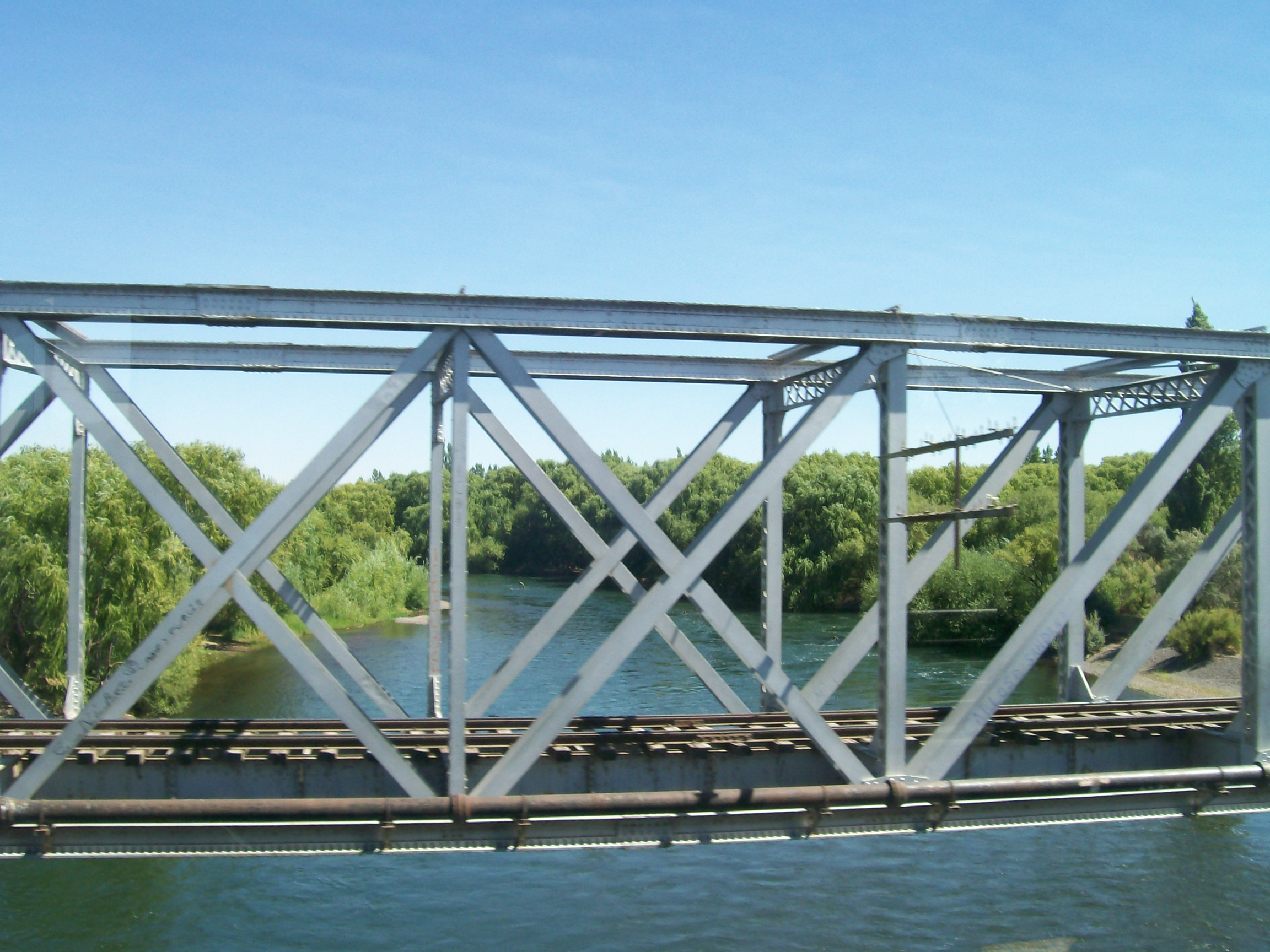
Diagonale Streben in einer Metallfachwerkkonstruktion
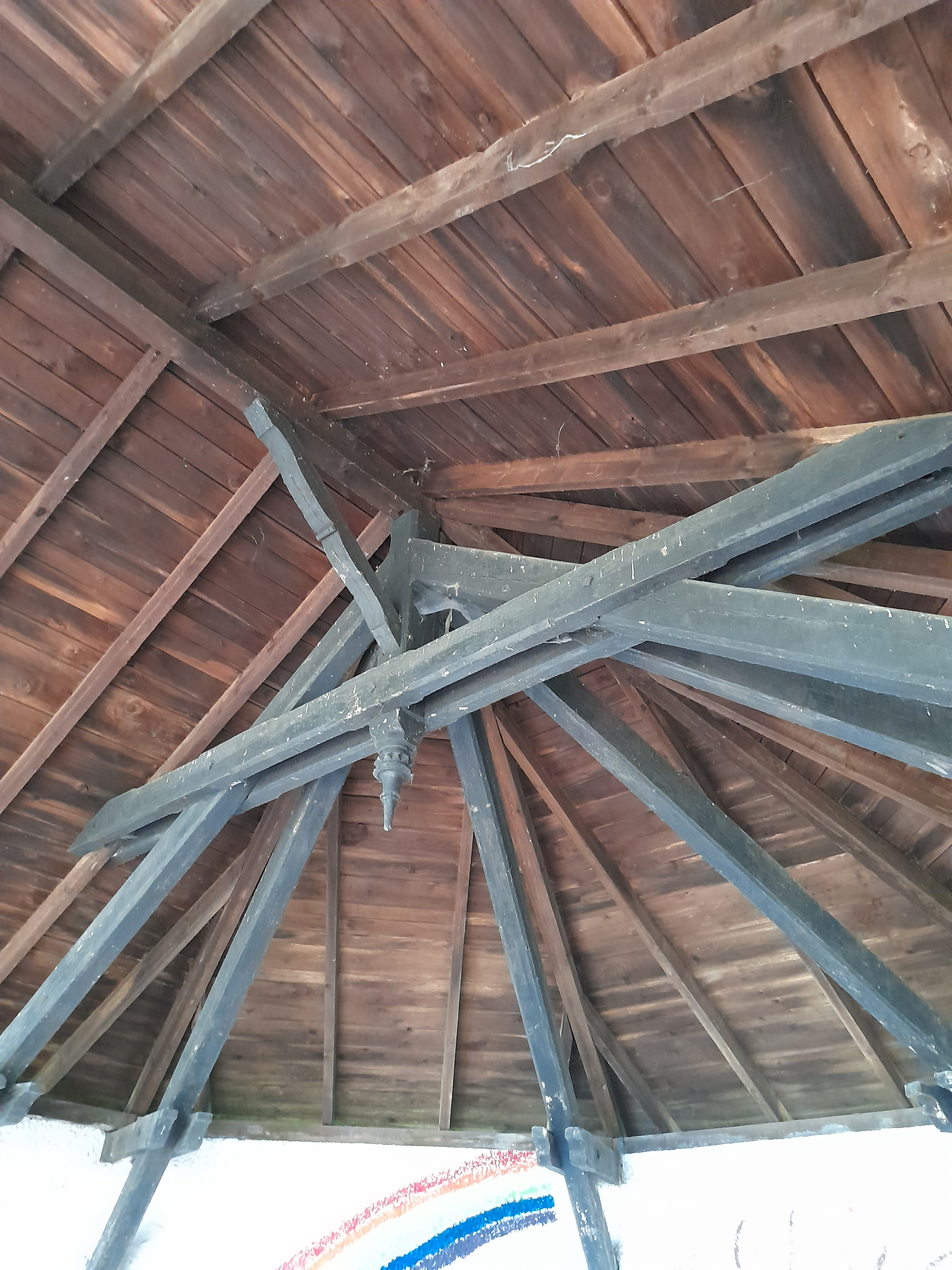
Druckstreben in einer Sprengwerkkonstruktion
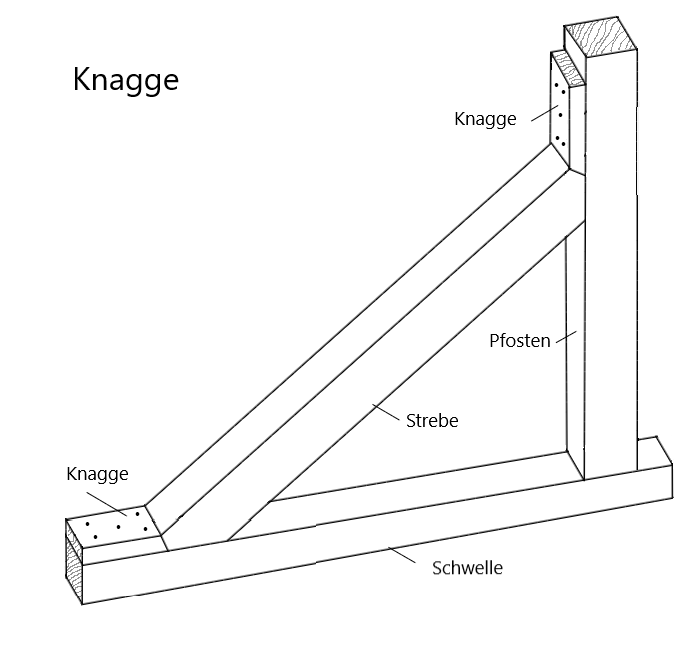
Druckstrebe in einer Holzkonstruktion. Die Stöße, von aufgenagelten Knaggen und Strebe, sind in Winkelhalbierung ausgeführt.
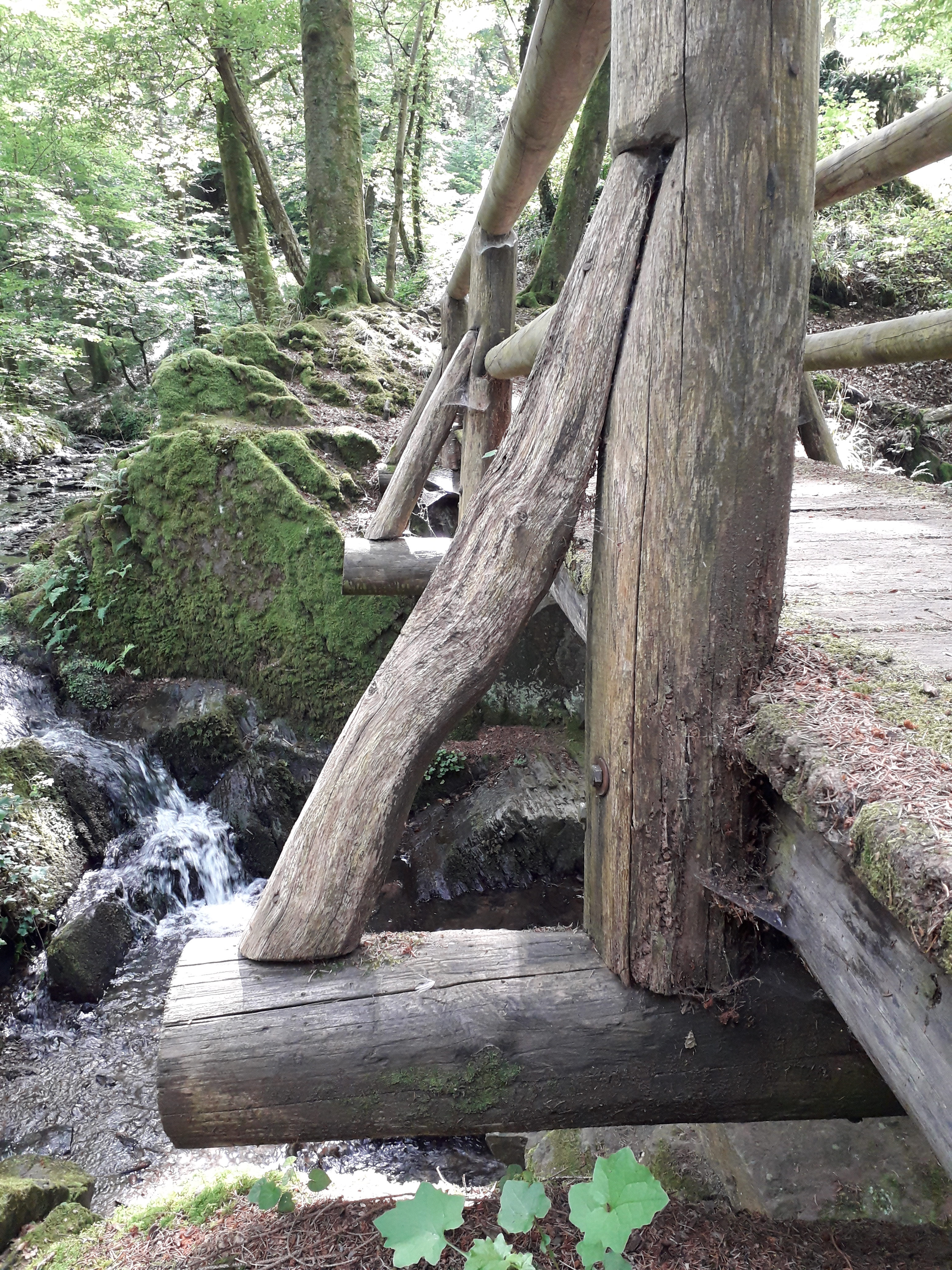
Druckstrebe mit Versatz oben und stumpf unten
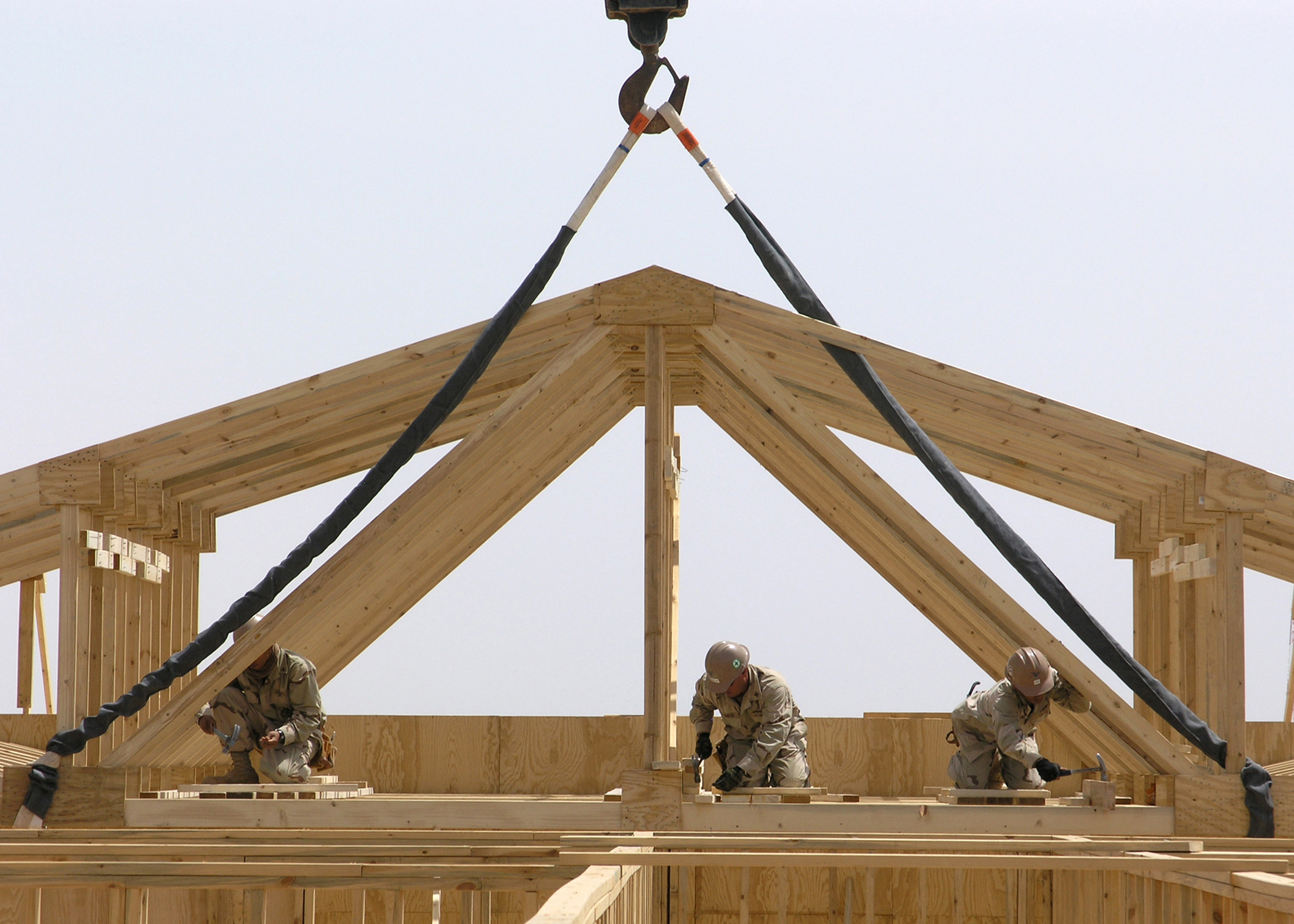
Zugstreben, die in einem Nagelbinder als Zugstäbe bezeichnet werden.
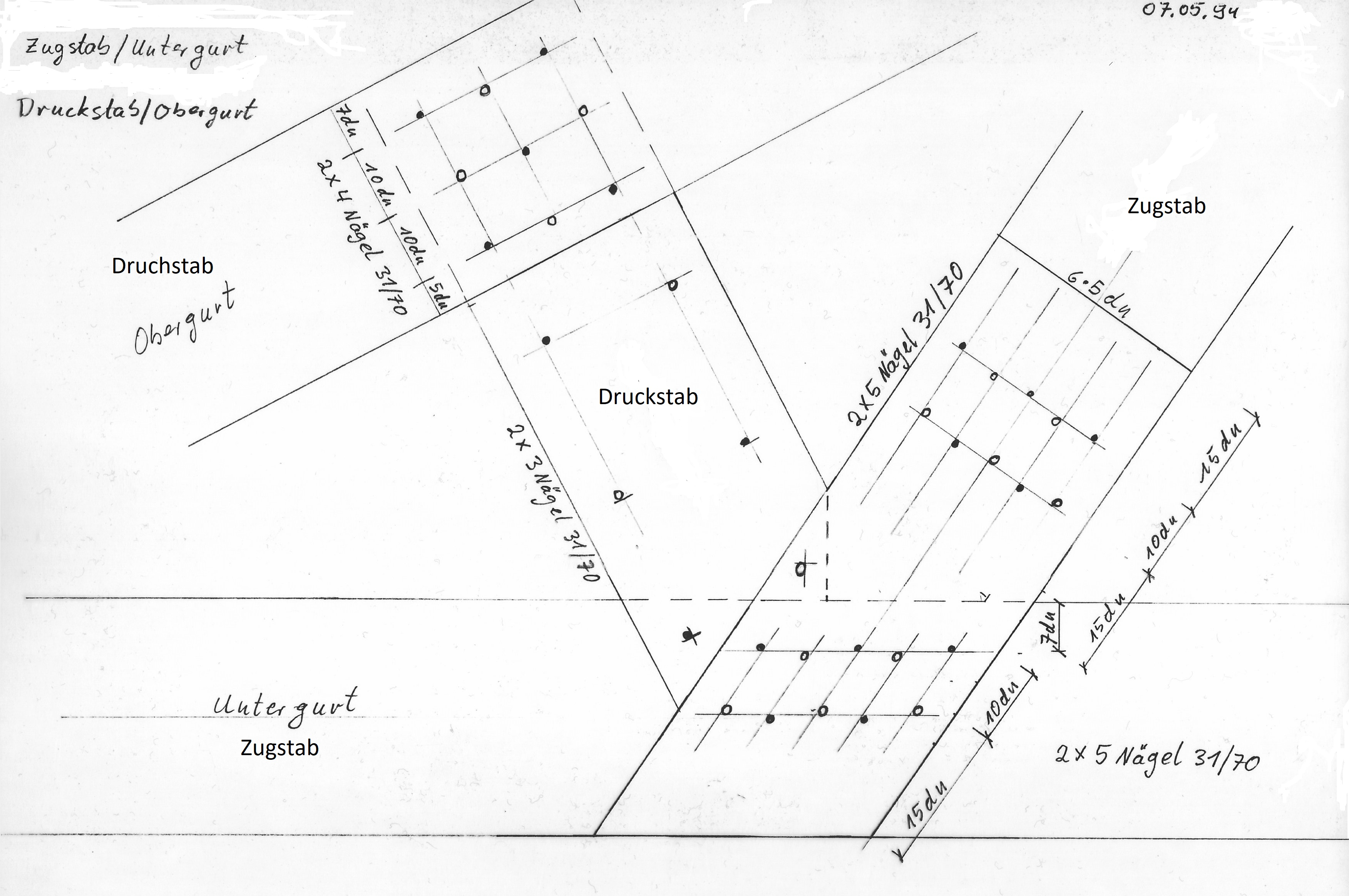
Nagelanschlüsse (Nagelbilder) von Druck- und Zugstäbe (Strebe) eines Fachwerkbinders als Brettbindermodell
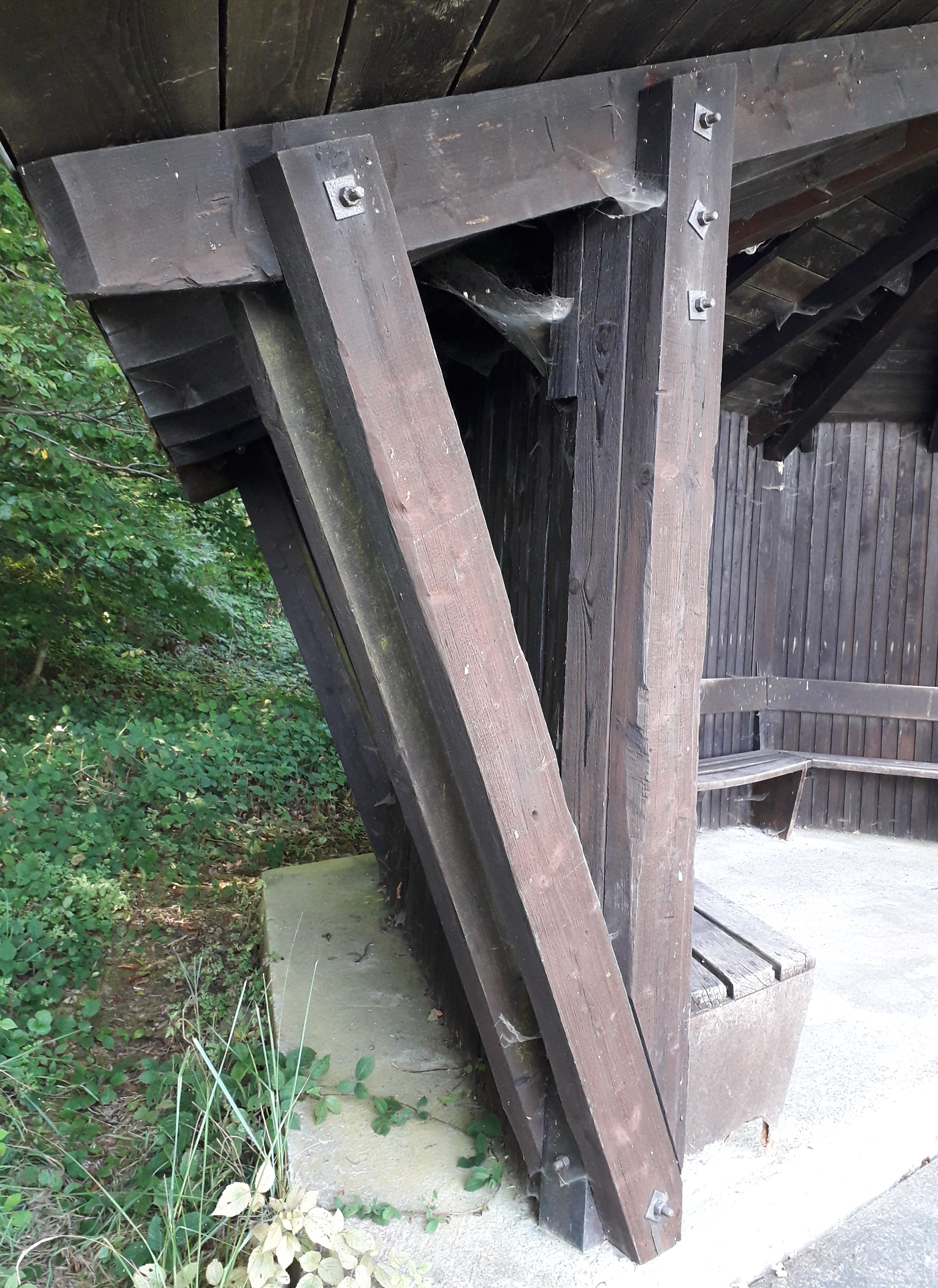
Druck- und Zugstreben ausgeführt als Doppelzange in einer Holzbinderkonstruktion

## Befestigung und Verankerung
Sämtliche Bauteile einer Dachkonstruktion wie Schwellen, Pfosten, Streben, Pfetten, Deckenbalken, Sparren sind gegen Abheben, besonders im Trauf- und Ortgangbereich untereinander zugfest zu verbinden. Verankerungen mit der Unterkonstruktion sind im Eckbereich, in Abständen ≤ 1 m und im Randbereich ≤ 2 m vorzunehmen. Das Gegengewicht von jedem Ankerpunkt muss mindestens 450 kg betragen.

## Beschreibung

### Fachwerk
Beim Fachwerk dienen Streben der Versteifung der Gesamtkonstruktion. Zur Aussteifung des Tragwerks sind in jeder Wand mindestens zwei gegenläufige Streben erforderlich.
Eine von unten gegen den Pfosten (Ständer) gerichtete Strebe nennt sich Fußstrebe, eine vom Ständer nach oben verlaufende Strebe heißt Kopfstrebe. In einem Winkel von meistens 45° verlaufende Streben werden auch Fußband und Kopfband genannt.
Im traditionellen Holzfachwerkbau werden schräg über mehrere aufrecht stehende Hölzer laufende Hölzer als Schwertung (in Südwestdeutschland Steigband) bezeichnet. Die Strebe kann sich in einem Gefach auch paarweise überkreuzen und so die Form eines Andreaskreuzes bilden.

Holzfachwerk-Fachbegriffe: 1 Eckständer, 2 Strebe, 3 Rähm, 4 Ständer, 5 Kopfwinkelholz, 6 Kopfband, 7 Gegenstrebe, 8 Strebe, 9 Riegel, 10 Sturzriegel, 11 Brüstungsriegel, 12 Andreaskreuz, 13 Schwelle, 14 Fußwinkelholz, 15 Fußband, 16 Schwellriegel

In der Regel sind Streben in der Fachwerkschwelle und dem Rähm eingezapft. An beiden Enden werden der Stärke angepasste Zapfen angearbeitet. Oft wird die Zapfenverbindung noch mit einem Holznagel auf Zug gesichert.  Die gewählte Materialstärke entspricht oft der der anderen Balken.

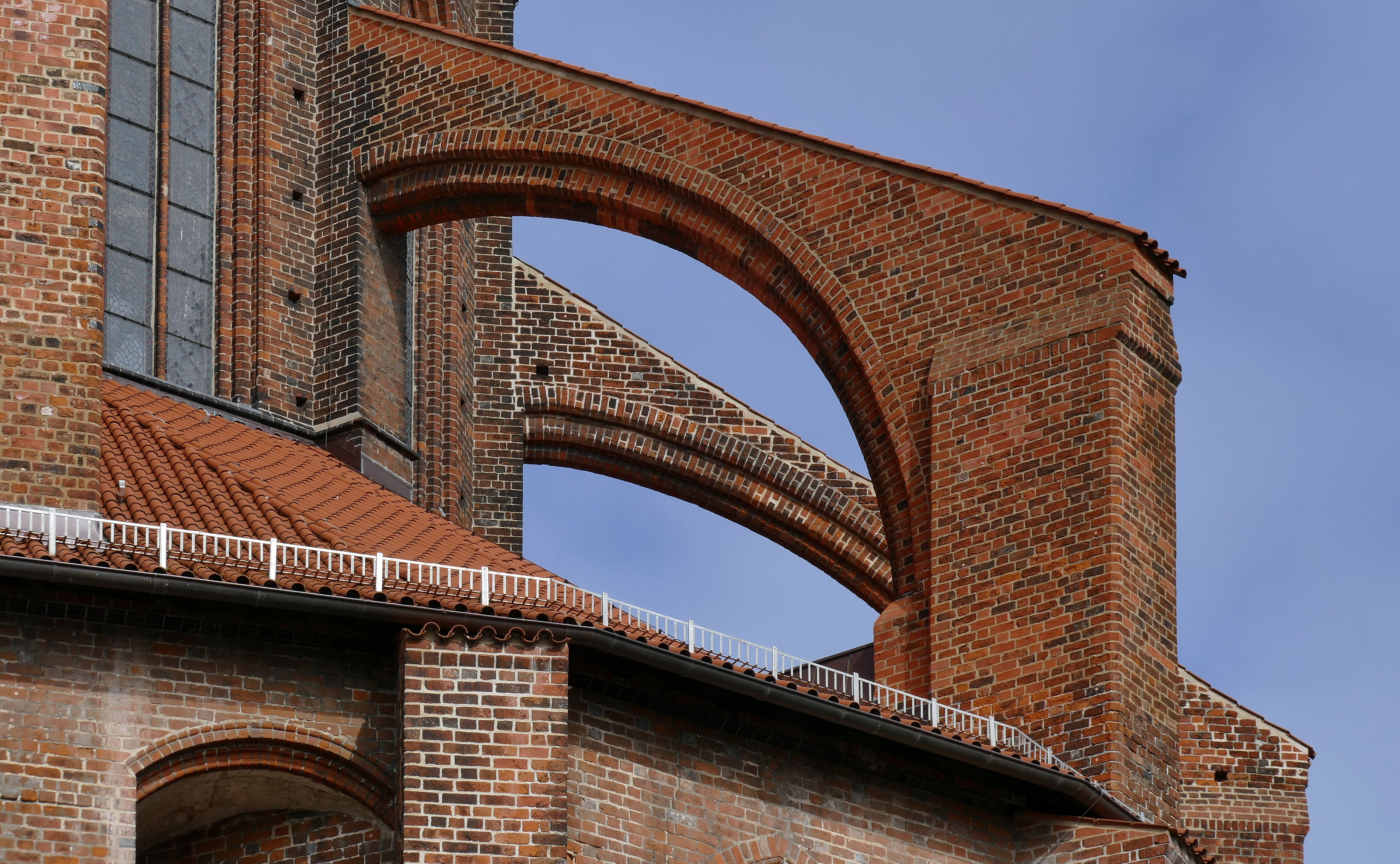
Strebewerk bei der Wismarer Nikolaikirche

### Mauerwerksbau
Typisch für gotischen Kirchen waren umfangreiche Strebewerke (Strebepfeiler, Strebebögen) aus behauenem Werkstein oder Ziegelmauerwerk.